# Institut des missions étrangères de Yarumal
L'institut des missions étrangères de Yarumal (en latin : Institutum Yarumalense pro missionibus ad exteras gentes) est une société de vie apostolique masculine et missionnaire de droit pontifical.

## Historique
Le 29 juin 1927, Miguel Ángel Builes (1888-1971) évêque du diocèse de Santa Rosa de Osos signe le décret pour l'érection à Yarumal d'un séminaire pour former des prêtres destinés à l'évangélisation du diocèse et d'autres territoires internes de Colombie.
Les sept premiers prêtres de la compagnie sont ordonnés par Builes le 25 septembre 1938et sont envoyés auprès des populations de la région Caraïbe. Comme le nombre de missionnaires augmente, le séminaire s'organise comme un institut missionnaire sous la direction de la congrégation pour l'évangélisation des peuples.
Pie XII leur confie en 1945 la préfecture apostolique de Labatecaqu'il vient d'ériger. Le Saint-Siège leur confie ensuite plusieurs vicariats apostoliques : Mitú (1949), Istmina (1952), Buenaventura (1953)et Arauca (1970).
L'institut crée en 1962 le musée ethnographique Miguel Ángel Builes à Medellin consacré à la culture des peuples amérindiens de Colombie. En 1970, les prêtres commencent leur mission hors de Colombie avec la Bolivie et le Venezuela. Ils ouvrent ensuite des maisons en Équateur, au Pérou, au Brésil, au Panama et aux  États-Unis. En 1988, ils commencent une présence missionnaire en Afrique. D'abord au Kenya, ensuite au Mali, en Côte-d'Ivoire et plus tard en Angola et au Cameroun. En 1995, ils s'installent en Asie avec des missionnaires au Cambodge et aux Philippines.
L'institut reçoit le décret de louange le 29 octobre 1939 et ses constitutions religieuses sont approuvées par le Saint-Siège le 20 juin 1945 et définitivement le 22 novembre 1957.
Le bienheureux Jesús Emilio Jaramillo Monsalve, évêque d'Arauca et martyr était membre de cet institut.

## Activités et diffusion
Les missionnaires de Yarumal sont principalement consacrés à l'œuvre missionnaire, l'institut dépendant de la congrégation pour l'évangélisation des peuples.
Ils sont présents en:
- Amérique : Bolivie, Colombie, Équateur, États-Unis, Panama.
- Afrique : Angola, Côte-d'Ivoire, Kenya.
- Asie : Cambodge, Thaïlande.
- Europe : Belgique, Espagne, Italie

La maison-mère est à Medellin. 
Au 31 décembre 2005, la société comptait 72 maisons et 265 membres dont 187 prêtres.